# BRM P142
BRM P142 – projekt samochodu Formuły 1 konstrukcji BRM z 1969 roku. Nigdy nie wybudowano pełnowymiarowego modelu. Pierwszy projekt Formuły 1 wykorzystujący efekt przypowierzchniowy.

## Historia
Pod koniec lat 60. w Formule 1 nastąpiła rewolucja aerodynamiczna, kiedy to wprowadzono pełnowymiarowe spojlery.
W tym okresie samochody BRM były wyposażone w silnik V12, który powodował turbulencje z tyłu pojazdów. Peter Wright próbował je złagodzić i wygenerować więcej wsparcia aerodynamicznego. Wright próbował to osiągnąć poprzez zastosowanie sekcji bocznych z włókna szklanego w kształcie odwróconego płata (taka koncepcja została zastosowana w Marchach po tym, gdy przeszedł tam Wright). Wright próbował także uzyskać docisk w inny sposób niż poprzez zastosowanie spojlerów. Brytyjczyk wpadł na pomysł, że zamiast stosować małe skrzydła nada całemu samochodowi kształt odwróconego skrzydła. 
Szef techniczny BRM, Tony Rudd, postanowił sprawdzić działanie równania Bernoulliego, które stanowi, że jeżeli ciecz (w tym przypadku powietrze) przepływa przez zwężenie, jej szybkość się zwiększa, a ciśnienie maleje, tworząc efekt Venturiego. Oznacza to, że odpowiednio wyprofilowany spód samochodu jest w stanie wytworzyć niskie ciśnienie, co znacznie zwiększy przyczepność pojazdu; to zjawisko jest znane jako efekt przypowierzchniowy. Był to pierwszy taki koncept, w historii Formuły 1.
Mając to na uwadze, Wright postanowił we współpracy z Alekiem Osbornem zbudować modelu w skali 1:4, który miał być poddany testom w tunelu aerodynamicznym. W projekcie tym skrzydła stanowiły integralną część monocoque'u. Kształt samochodu miał na celu generować docisk, zaś zintegrowane skrzydła – korygować jego siłę. Innowacją były wloty powietrza na kształt tych projektowanych przez NACA, co miało na celu zmniejszyć straty mocy poniesione przez zassane powietrze, zakłócenie przepływu powietrza oraz opór. Makieta została zbudowana w 1969 roku i testowana w tunelu Imperial College w Londynie. Wyniki testów nie zawsze były w pełni zrozumiałe, przez co Rudd nie chciał zaryzykować (problem BRM został w Lotusie 78 rozwiązany poprzez zastosowanie przesuwnych fartuchów). Drugi zestaw testów był lepszy i Rudd planował wystawić samochód w 1970 roku, a później chciał nawet zadebiutować modelem podczas Grand Prix Włoch 1969, odwołując przy tym budowę jednego z modeli P139. Rudd planował budowę samochodu w tajemnicy i przy udziale niewielu inżynierów, by uniknąć "wycieku informacji", i poinformował o tym pomyśle jednego ze współudziałowców, sir Alfreda Owena, który się nie sprzeciwił. Kierowca zespołu, John Surtees, nie był jednak entuzjastycznie nastawiony do projektu. Na zorganizowanym później spotkaniu inni udziałowcy zespołu – państwo Stanleyowie – zainspirowani zachętami Surteesa do rozwoju modelu P138, nakazali Ruddowi zaprzestanie jakichkolwiek prac nad P142. W 1983 roku Rudd przyznał, że jego zespół wytworzył około 65–75% części potrzebnych do montażu pojazdu.
Rudd odszedł następnie do Lotusa, a Wright – do Marcha. March 701 poprzez odpowiednie wyprofilowanie sekcji bocznych był pierwszym pełnowymiarowym samochodem próbującym uzyskać efekt przypowierzchniowy, ale poprzez zbyt wysokie sekcje boczne March nie uzyskał oczekiwanych efektów. Pierwszym samochodem Formuły 1 w pełni wykorzystującym ten efekt był Lotus 78 z 1977 roku.